# Celso Casimiro Domingos
Celso Casimiro Domingos (sinh ngày 12 tháng 7 năm 1996 ở Faro) hay Celsinho, là một cầu thủ bóng đá người Bồ Đào Nha thi đấu cho S.C. Farense ở vị trí hậu vệ.

## Sự nghiệp bóng đá
Vào ngày 16 tháng 9 năm 2015, Celsinho có màn ra mắt cho Farense trong trận đấu tại Giải bóng đá hạng nhất quốc gia Bồ Đào Nha 2015–16 trước Braga B.